# Яцек Чапутович
Я̀цек Кшѝщоф Чапуто̀вич (на полски: Jacek Krzysztof Czaputowicz) е полски политолог, университетски преподавател и политик, професор на социалните науки.
Деец на демократичната опозиция по време на Полската народна република, един от основателите на „Независимото студентско обединение“ и „Движението за свобода и мир“. В периода 2008 – 2012 година директор на Държавното училище по публична администрация, заместник-държавен секретар в министерството на външните работи (2017 – 2018). Министър на външните работи в правителството на Матеуш Моравецки (2018 – 2020).